# Maputalandia-Pondolandia-Albania
Maputalandia-Pondolandia-Albania (en inglés: Maputaland-Pondoland-Albany) es un punto caliente para la biodiversidad en el sur de África. Está situado en la costa sudafricana sudoriental debajo de la Gran Escarpa. El área lleva el nombre de las regiones naturales de Maputalandia, Pondolandia y Albania (Albany). Tiene una superficie de 273.136 km², y se extiende desde el centro de endemismo de plantas de Albany en la provincia Cabo Oriental de Sudáfrica, a través del centro de endemismo de plantas de Pondolandia y la provincia de KwaZulu-Natal, el lado este de Suazilandia y hacia el sur de Mozambique y Mpumalanga. El centro de endemismo vegetal de Maputalandia se encuentra en el norte de KwaZulu-Natal y el sur de Mozambique.

## Lista de plantas endémicas (incompleta)
- Albizia suluensis
- Allophylus natalensis
- Aloe thraskii
- Atalaya alata
- Atalaya natalensis
- Baphia racemosa
- Brachylaena discolor
- Deinbollia oblongifolia
- Encephalartos natalensis
- Encephalartos woodii
- Ficus bizanae
- Isoglossa woodii
- Jubaeopsis caffra
- Millettia grandis
- Raphia australis
- Stangeria eriopus
- Tephrosia pondoensis

## Galería

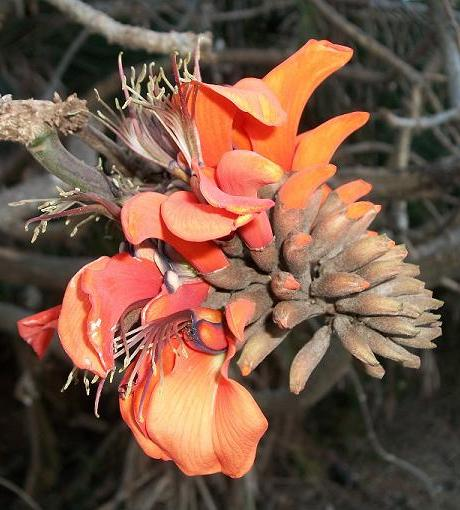
Erythrina caffra; endémica de Maputalandia-Pondolandia-Albania
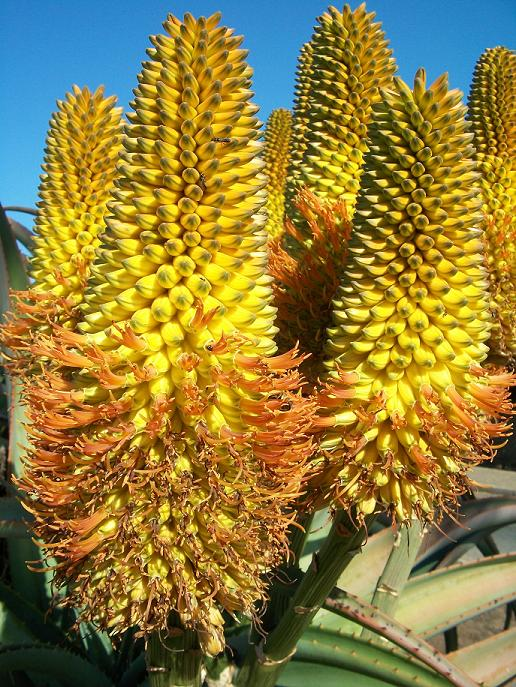
Aloe thraskii; endémica de Maputalandia-Pondolandia-Albania
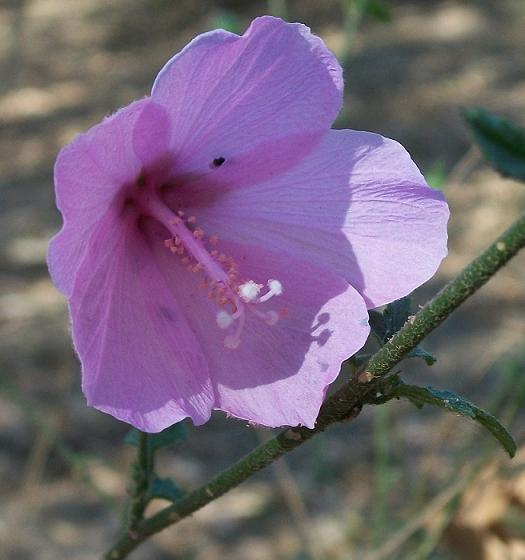
Hibiscus pendunculatus; casi endémica de Maputalandia-Pondolandia-Albania
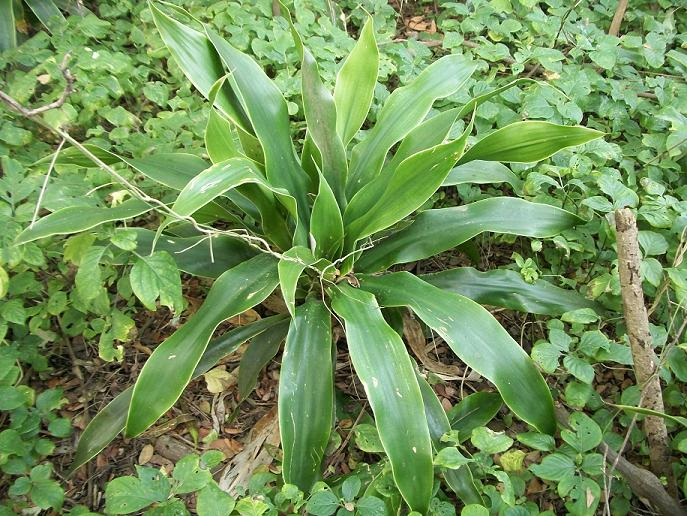
Dracaena aletriformis (casi endémica) e Isoglossa woodii (endémica)